# Rothschildia pseudoguerreronis
Rothschildia pseudoguerreronis är en fjärilsart som beskrevs av Hoffmann 1942. Rothschildia pseudoguerreronis ingår i släktet Rothschildia och familjen påfågelsspinnare. Inga underarter finns listade.